# Szendrői Jenő-díj
A Szendrői Jenő-díj a Magyar Építőművészek Szövetsége és a Mesteriskola által 2002-ben alapított magyar építészeti elismerés. Szendrői Jenő emléke előtt tisztelegve kétévente ítélik oda a Mesteriskolát elvégzett építészeknek.

## Története
Névválasztásával a díj a Mesteriskolát évtizedeken keresztül vezető Szendrői Jenő személyiségét állítja példaképként a hallgatók elé. „A kitüntetést az kaphatja, aki szellemével, alkotó magatartásával, a névadó erkölcsi és valóságos üzenetét törekvéseiben megtestesíti." A díjazottat a Mesteriskola oktatói választják ki a kétéves ciklus végén. 

## Díjazottak
- 2022. Sztranyák Gergely[2]
- 2020. Kronavetter Péter
- 2018. Fajcsák Dénes és Fábián Gábor
- 2016. Gaschler Gábor[3]
- 2014. Győrffy Zoltán
- 2012. Görbicz Máté, Kund Iván és Szabó Dávid
- 2010. Lévai Tamás
- 2008. Herczegh László, Pintér Tamás és Csaba Kata[4][5]
- 2006. Klobusovszki Péter[6]
- 2004. Álmosdi Árpád és Csendes Monika
- 2002. Páll Anikó